# 623 Chimaera
A 623 Chimaera egy a Naprendszer kisbolygói közül, amit K. Lohnert fedezett fel 1907. január 22-én.